# Happy Hogan
Harold Joseph „Happy” Hogan kitalált szereplő a Marvel Comics képregényeiben. Általában mellékszereplőként jelenik meg a Vasember (Tony Stark) történeteiben, akinek sofőrként, testőrként és személyi asszisztensként dolgozik.
Happy közeli barátságban áll munkaadójával, és az elsők között szerepel a Marvel-univerzumban, akik felfedezik a páncélos szuperhős kilétét.
A Marvel-moziuniverzum filmjeiben Jon Favreau alakítja, illetve ő a szinkronhangja a Disney+-os What If…? című animációs sorozatban is. A Vasember (2008), a Vasember 2. (2010), a Vasember 3. (2013), a Pókember: Hazatérés (2017), a Bosszúállók: Végjáték (2019), a Pókember: Idegenben (2019), és a Pókember: Nincs hazaút (2021) című filmekben szerepel. 
Happy Hogan karakterét Stan Lee, Robert Bernstein és Don Heck készítették. Első megjelenése a Tales of Suspense negyvenötödik számában volt.